# Suzanne Baron
Suzanne Baron est une monteuse française, née le 18 juin 1927 à Nice (Alpes-Maritimes) et morte le 20 décembre 1995 à Paris 18e.

## Filmographie
- 1952 : Manina, la fille sans voiles
- 1953 : Les Vacances de monsieur Hulot
- 1955 : Les Maîtres fous
- 1955 : Le Pain vivant
- 1955 : Fantaisie d'un jour
- 1958 : Voyage en Boscavie
- 1958 : André Masson et les quatre éléments
- 1958 : Mon oncle
- 1960 : Actua-Tilt
- 1960 : Demain à Nanguila de Joris Ivens
- 1961 : Vacances en enfer
- 1961 : Le Temps du ghetto
- 1962 : Vive le tour
- 1963 : Mourir à Madrid
- 1963 : Le Feu follet
- 1965 : Viva Maria !
- 1966 : L'Homme au crâne rasé
- 1967 : Jeudi on chantera comme dimanche
- 1968 : Histoires extraordinaires
- 1968 : Un soir, un train
- 1968 : Tu moissonneras la tempête
- 1969 : Calcutta
- 1969 : L'Inde fantôme (série télé documentaire)
- 1971 : Le Souffle au cœur
- 1972 : Jaune le soleil
- 1972 : Strohfeuer
- 1973 : George qui ?
- 1974 : Lacombe Lucien
- 1974 : Place de la République
- 1974 : Übernachtung in Tirol (téléfilm)
- 1975 : Humain, trop humain
- 1975 : Black Moon
- 1976 : Close Up
- 1976 : L'Acrobate
- 1977 : Mon cœur est rouge
- 1977 : Dominique Sanda ou le Rêve éveillé (documentaire)
- 1979 : Le Tambour
- 1980 : Atlantic City
- 1981 : My Dinner with André
- 1981 : Le Faussaire
- 1984 : Crackers
- 1988 : Sarah (téléfilm)
- 1990 : Je suis fou, je suis sot, je suis méchant
- 1991 : Anna Göldin, la dernière sorcière (Anna Göldin, letzte Hexe)
- 1991 : Cerro Torre, le cri de la roche (Schrei aus Stein)
- 1995 : Les Années du mur (Das Versprechen)